# 69

## Събития
- Година на четиримата императори – със смъртта на Нерон (68 г.) свършва династията на Юлио-Клавдиите и през 69 година се възкачват 4 римски императора: Галба, Отон, Вителий и Веспасиан.

## Починали
- Фабий Валент, римски военачалник
- 15 януари – Галба, римски император
- 16 април – Отон, римски император
- 22 декември – Вителий, римски император